# Alain Figlarz
 (février 2017).
Si vous disposez d'ouvrages ou d'articles de référence ou si vous connaissez des sites web de qualité traitant du thème abordé ici, merci de compléter l'article en donnant les références utiles à sa vérifiabilité et en les liant à la section « Notes et références ».
Alain Figlarz est comédien et chorégraphe-metteur en scène de cascades français. Né en 1962, il a fondé la société Figlarz Action, qui produit des cascades pour le monde du cinéma,.

## Filmographie
Sauf indication contraire, les informations mentionnées dans cette section peuvent être confirmées par la base de données cinématographiques IMDb,  présente dans la section « Liens externes ».

### Acteur
- 2001 : Gunblast Vodka : Igor
- 2001 : Confession d'un dragueur d'Alain Soral
- 2002 : Femme Fatale : L’homme du sex shop
- 2002 : Les Percutés : Guenkine
- 2003 : Gomez et Tavarès : L'arbitre du combat
- 2004 : Je suis un assassin : Le costaud du restaurant
- 2004 : Arsène Lupin : L’apache
- 2004 : 36 Quai des Orfèvres : Francis Horn
- 2005 : Danny the Dog : Un homme de main
- 2005 : Anthony Zimmer : Douanier  Cordova
- 2005 : Voici venu le temps : Urbanos
- 2006 : Les Brigades du Tigre : Inspecteur Jacquemin
- 2006 : L'Entente cordiale de Vincent de Brus : Daniel
- 2007 : Truands : Mourad
- 2007 : Chrysalis : Dimitri Nicolov/Danis Nicolov
- 2007 : Scorpion : Un des combattants
- 2008 : 13 m² : Lopez
- 2008 : Cash : Le vrai mercenaire
- 2008 : Babylon A.D. de Mathieu Kassovitz
- 2009 : La Horde, de Yannick Dahan et Benjamin Rocher : le concierge
- 2011 : Forces spéciales de Stéphane Rybojad : Victor
- 2012 : Une nuit de Philippe Lefebvre : capitaine Leclerc de la BAC lors de la bagarre de rue
- 2012 : Taken 2 de Olivier Megaton : Suko, un membre du clan albanais
- 2014 : Voyous de Julien Graber (Court métrage)
- 2016 : Le Convoi : Omar
- 2020 : Bronx d'Olivier Marchal : Santu Bastiani
- 2021 : Madame Claude de Sylvie Verheyde : un Russe
- 2024 : Week-end à Taipei de George Huang (en) : un agent de la DEA

#### Télévision
- 1994 : Commissaire Moulin : Épisode "Mort d'un officier de police" : Rôle de Ziani
- 1995 : Extrême Limite : Épisode "Full contact"
- 1995 : Commissaire Moulin : Épisode "Illégitime défense" : Rôle de Makhlouf
- 1996 : Commissaire Moulin : Épisode "Cité interdite" : Rôle de Mohand
- 1996 : Sous le soleil : Saison 1 épisode 05  le juge : Rôle du costaud
- 1998 : Commissaire Moulin : Épisode "Le bleu" : Rôle de l'automobiliste accidenté
- 1998 : Commissaire Moulin : Épisode "Silence Radio" : Rôle de Jancolevitch
- 2002 : Commissaire Moulin : Épisode "La fliquette" : Rôle de Christophe Rey
- 2002 : B.R.I.G.A.D. : Mortier
- 2002 : Koan de Jérôme Cornuau : Drago
- 2003 : Commissaire Moulin : Épisode "Les lois de Murphy" : Rôle de Barami
- 2008 : Sang Froid de Sylvie Verheyde
- 2009 : Braquo (saison 1) d'Olivier Marchal et Frédéric Schoendoerffer : Lemoine
- 2011 : Braquo (saison 2) de Philippe Haïm et Éric Valette : Lemoine
- 2013 : L'Insider (saison 1 & 2) de Stéphane Rybojad et Thierry Marro
- 2014 : Falco (saison 2 ep 4) de Alexandre Laurent : Slobodan Divac
- 2015 : Borderline d'Olivier Marchal : Karim Beloufa
- 2016 : L'Insider (saison 1 & 2) de Stéphane Rybojad et Thierry Marro
- 2017 : Je voulais juste rentrer chez moi d'Yves Rénier : Détenu violeur 1
- 2017 : Le Viol d'Alain Tasma
- 2018 : Section de recherches d'Alexandre Pidoux, épisode Instinct de survie : Thierry Gournac
- 2018 : Kepler(s), série télévisée de Frédéric Schoendoerffer : Joab
- 2021 : Frérots (série OCS) : Coach
- 2022 : I3P de Jeremy Minui

#### Clips
- 2003 : Viens avec moi stomy bugsy : l'arbitre de boxe
- 2009 : XY de Kery James par Mathieu Kassovitz : Rôle de Y

### Chorégraphe
- 2002 : La Mémoire dans la peau
- 2007 : Chrysalis, Scorpion
- 2008 : Babylon A.D., Le Transporteur 3
- 2009 : Largo Winch
- 2011 : Colombiana
- 2012 : Taken 2, No Limit (série télévisée)
- 2014 : Lucy
- 2015 : Taken 3, Le Transporteur : Héritage
- 2015 : Section Zéro
- 2019 :  Anna

Distinctions :
Prix du meilleur acteur catégorie court métrage au 7e Festival International du Film Fantastique de Menton 2023 https://www.festival-film-fantastique.com/palmares-2023